# دزيجا فيرتوف
دزيجا فيرتوف (بالبولندية: Dawid Abelowicz Kaufman)‏ (بالروسية: Дзига Вертов) (مواليد 2 يناير 1896 – 12 فبراير 1954) كان مخرج أفلام وثائقية روسي.

## وصلات خارجية
- دزيجا فيرتوف على موقع IMDb (الإنجليزية)
- دزيجا فيرتوف على موقع الموسوعة البريطانية (الإنجليزية)
- دزيجا فيرتوف على موقع ألو سيني (الفرنسية)
- دزيجا فيرتوف على موقع ميوزك برينز (الإنجليزية)
- دزيجا فيرتوف على موقع أول موفي (الإنجليزية)
- دزيجا فيرتوف على موقع قاعدة بيانات الأفلام السويدية (السويدية)
- دزيجا فيرتوف على موقع ديسكوغز (الإنجليزية)
- دزيجا فيرتوف على موقع قاعدة بيانات الفيلم (الإنجليزية)
- دزيجا فيرتوف على موقع كينوبويسك (الروسية)